# 绒布寺
绒布寺（藏語：རོང་ཕུ་དགོན་，威利转写：rong phu dgon），位于中国西藏自治区日喀则市定日县扎西宗乡，是一座藏传佛教宁玛派寺院，为僧尼合住的寺院。也是世界海拔最高的藏传佛教寺院。

## 简介

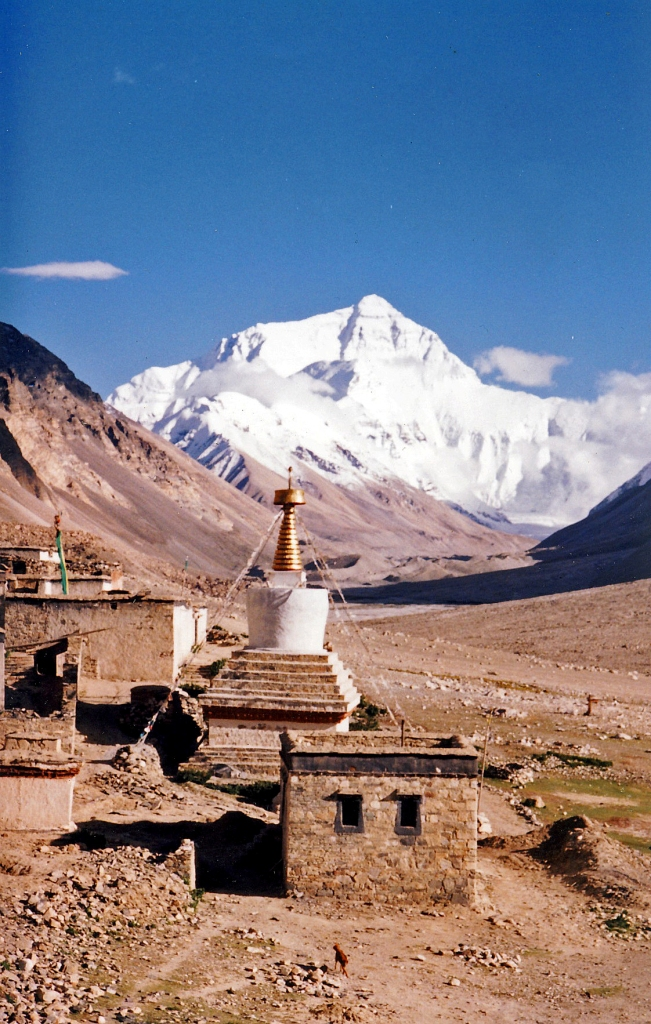
以珠穆朗玛峰为背景的绒布寺

绒布寺，又称“扎绒朵阿曲林寺”，全称“拉堆查绒布冬阿曲林寺”，位于定日县驻地以南的珠穆朗玛峰下，绒布沟东西侧的“卓玛”（度母）山顶。该寺距离定日县驻地90公里，定日县城距离日喀则地区驻地234公里。该寺海拔约5100米，是世界上海拔第二高的寺庙（第一高者是该寺以南的绒布德寺，海拔5300米）。绒布寺依山而建。该寺脚下的绒布河是珠穆朗玛峰北坡的三大冰川——东绒布冰川、中绒布冰川、西绒布冰川的部分泉水汇成的冰水河流。
绒布寺距离珠穆朗玛峰峰顶大约20多公里。自古藏族人便崇拜珠穆朗玛峰周圍高峰。藏族民间传说中，将珠穆朗玛峰及其左右两侧的四座高峰称为“長壽五天女”（即五位空行母，分别为扎西次仁玛、婷吉希桑玛、米玉洛桑玛、决班震桑玛、达嘎卓越桑玛），珠穆朗玛峰被称作“第三女神”、“后妃神女”、“祥寿天女”。藏传佛教绘画中，代表珠穆朗玛峰的天女全身洁白，骑一头白狮，左手捧一个大长宝瓶，右手执一柄黄色九尖金刚杵。

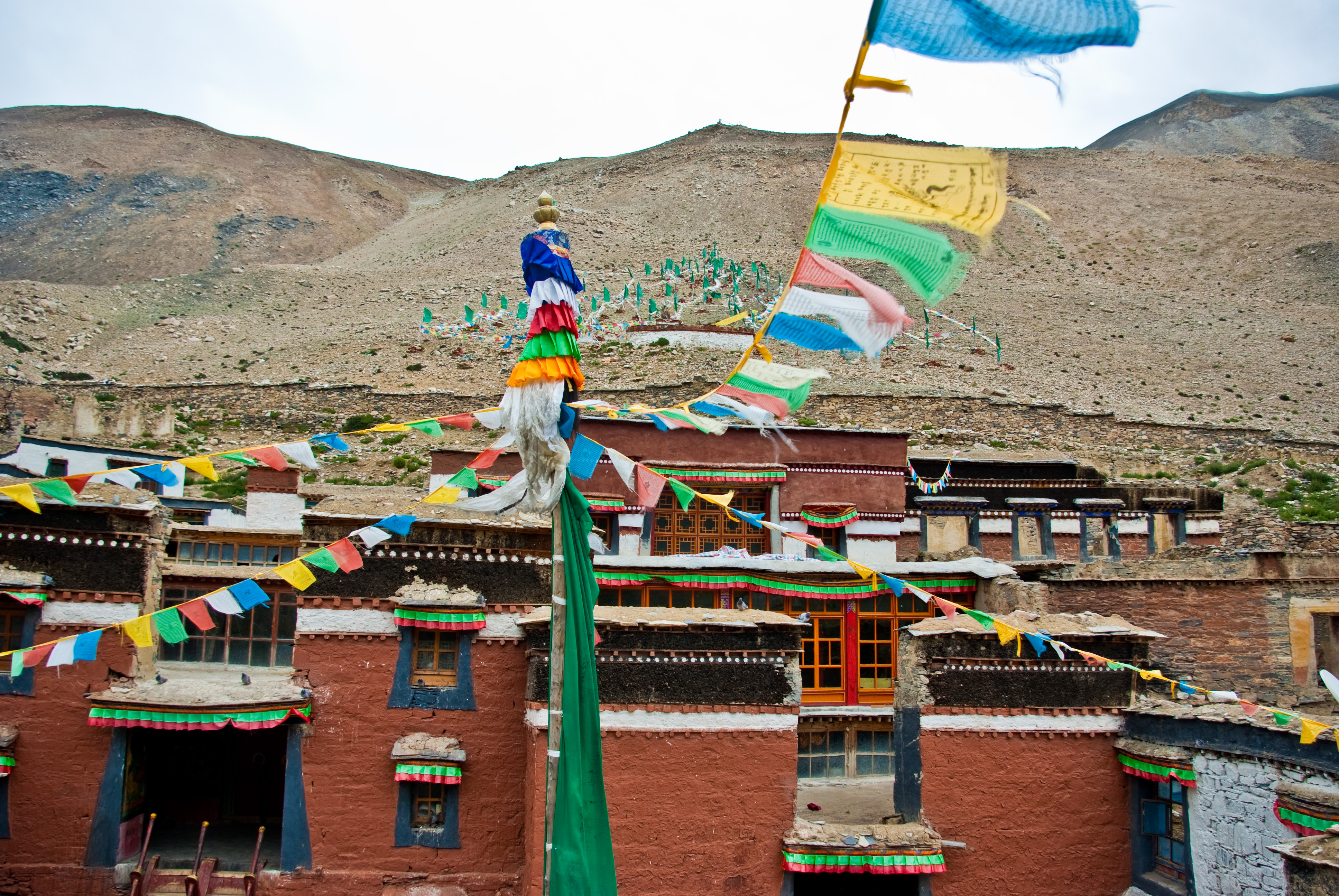
绒布寺

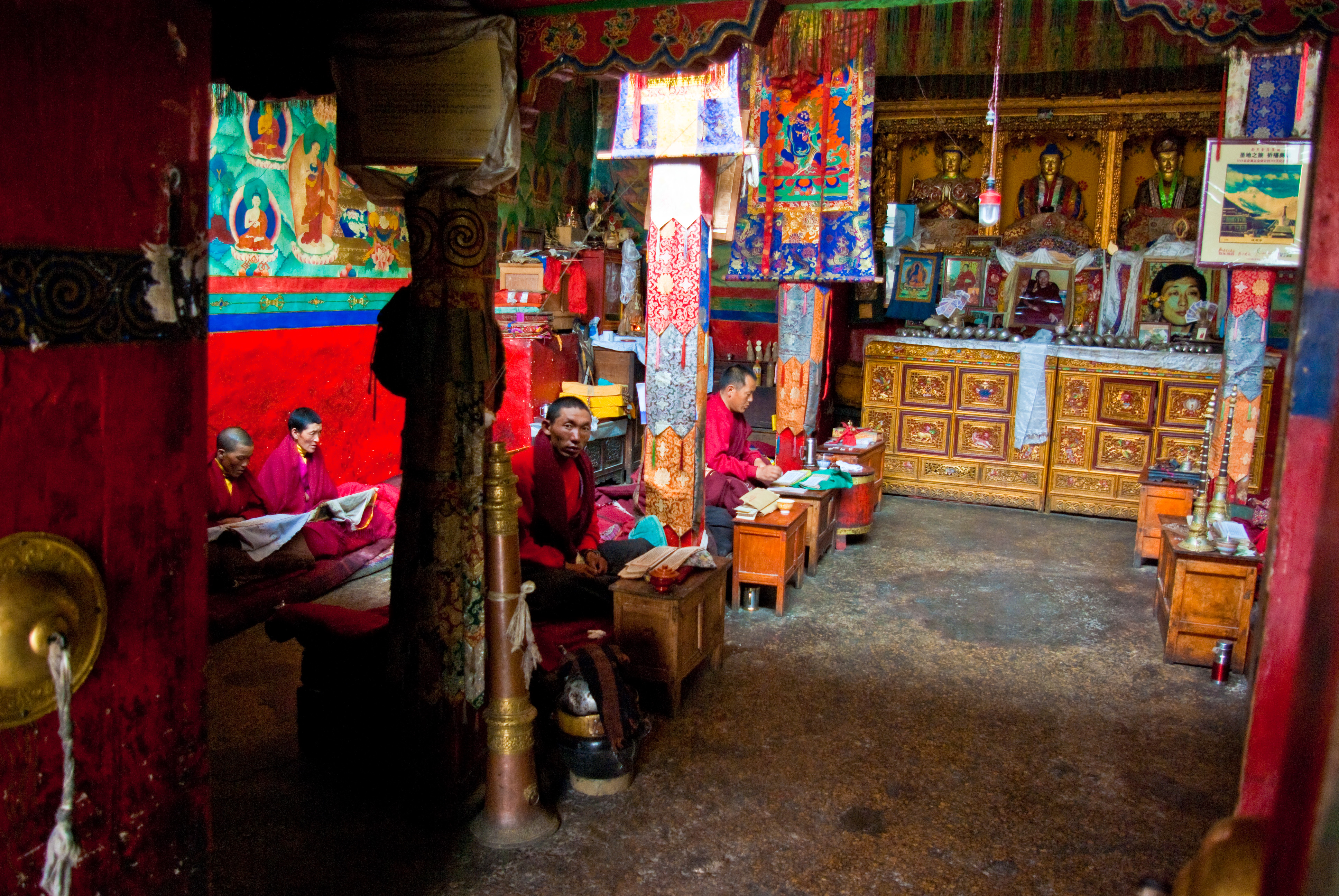
绒布寺经堂内景

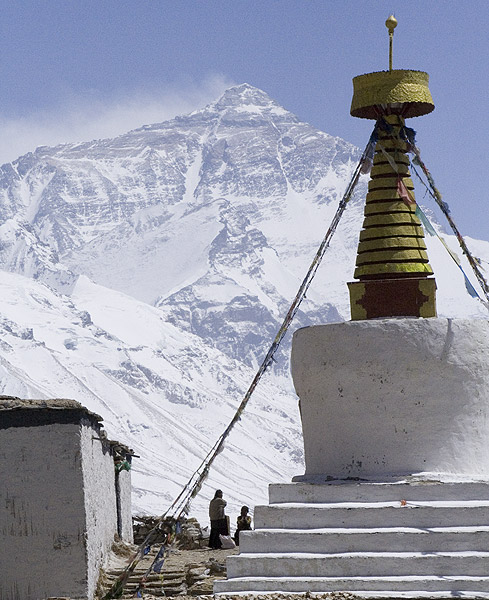
绒布寺

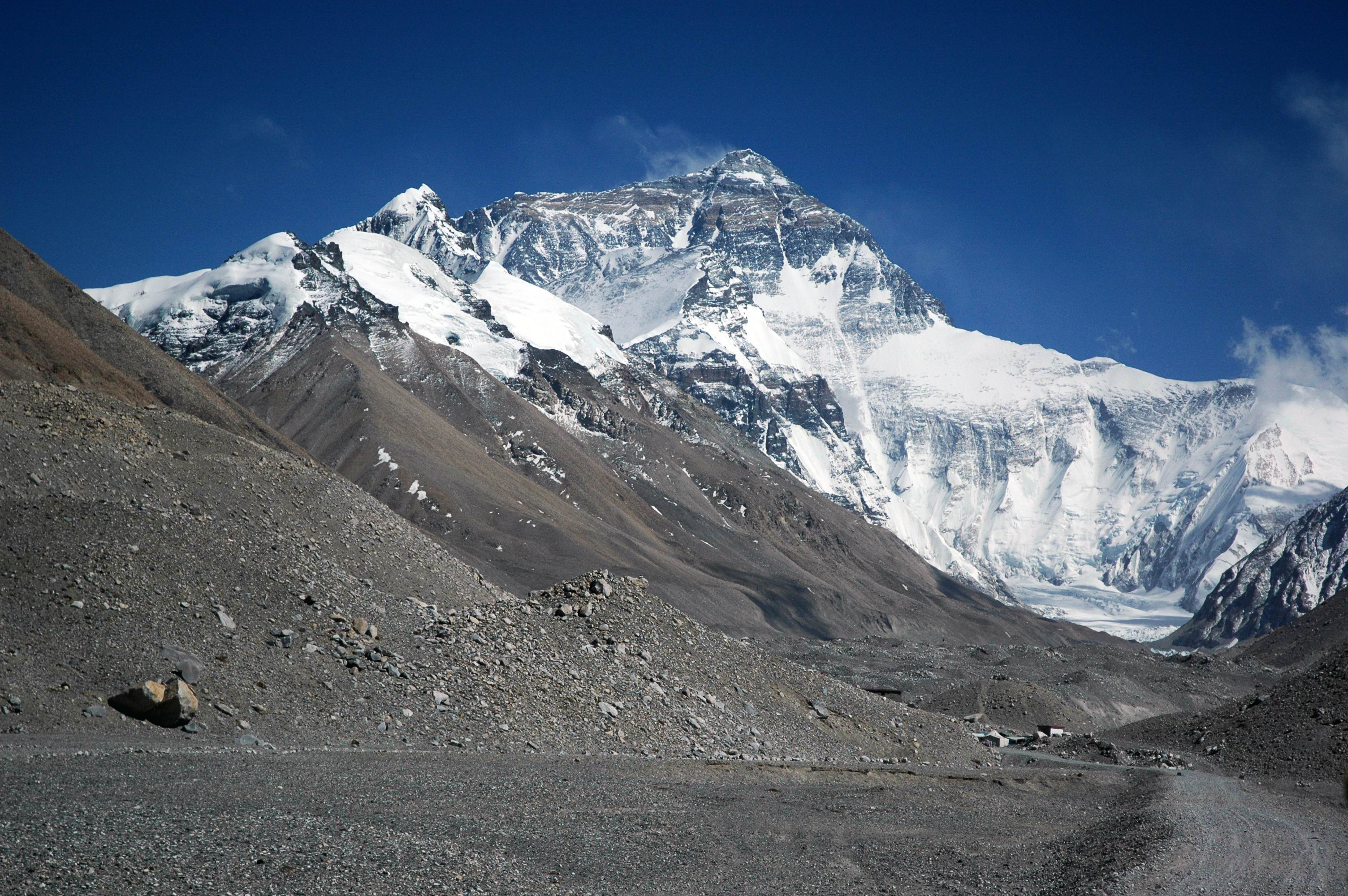
从绒布寺眺望珠穆朗玛峰

传说，8世纪时，莲花生曾在珠穆朗玛峰地区修行。藏传佛教噶举派祖师米拉日巴（1040年－1123年）曾经在珠穆朗玛峰地区的山洞中修行九年。绒布寺上部的强秋塔林、绒布德寺遗迹，反映了莲花生、帕当巴桑杰、米拉日巴等藏传佛教圣人的传说，也是僧尼苦修的圣洞。藏传佛教“破瓦”法，时有传闻。
绒布寺是自北坡攀登珠穆朗玛峰的大本营。从此处可向南眺望珠穆朗玛峰。天气睛朗时，可见到珠穆朗玛峰山顶有一团乳白色烟云，像一面白色旗帜飘扬在珠穆朗玛峰上空，被誉为“世界上最高的旗云”。从绒布寺能看到希夏邦马峰、珠穆朗玛峰、卓奥友峰、马卡鲁峰、洛子峰。
绒布寺由阿旺丹增罗布于1901年（一说1899年）主持兴建。该寺是藏传佛教宁玛派寺院。僧尼同住一寺举行佛事活动。历史上鼎盛时期，该寺曾经有僧人三百余名以及尼姑三百余名，有二十余个殿堂。文化大革命期間，紅衛兵摧毀了绒布寺。21世纪初，有僧人11名、尼姑8名，设有一座诵经殿以及一座殿堂。2009年前后，该寺共有僧尼34人。
绒布寺依山而建，共有五层，现仍在使用的仅有两层。绒布寺主殿内，正中供奉释迦牟尼及莲花生像。喇嘛和尼姑在同一个经堂内诵经，开展佛事活动。
该寺藏历每年4月15日开始举办3天的跳神活动，藏历11月29日举办驱鬼仪式。
该寺僧尼除了参加日常佛教活动外，还经营客店、杂货店、餐馆等等，以供应朝圣者及旅游者。21世纪初，寺院每年旅游经营收入达30多万元人民币。21世纪初，寺院已经通电，有了电视，而且可全年吃到蔬菜。
绒布寺设有绒布寺民主管理委员会。2007年时，绒布寺民主管理委员会主任为阿旺西典。2012年，绒布寺3名僧尼被评为西藏自治区爱国守法先进僧尼。
2015年4月25日，尼泊尔发生强烈地震。同日，定日县也发生另一场地震。在绒布寺民主管理委员会主任嘉布的带领下，绒布寺全部30名僧人及3名驻寺干部很快安全转移到寺院旁边开阔地带搭建的帐篷营地避震，无人员伤亡。该寺一批僧人还赶到20公里外的受灾地点救援。